# Ягубов, Алисафа Алигейдар оглы
Алисафа Алигейдар оглы Ягубов (азерб. Əlisəfa Əliheydər oğlu Yaqubov; 1937, Хызинский район — 24 мая 2016, там же) — советский азербайджанский животновод, Герой Социалистического Труда (1986). Заслуженный овцевод Азербайджанской ССР.

## Биография
Родился в 1937 году в семье крестьянина в селе Гимчи Хызинского района Азербайджанской ССР. Образование среднее.
С 1952 года — чабан, с 1963 года — старший чабан Шураабадского молочного совхоза Апшеронского района. Проявил себя на работе опытным и умелым организатором и животноводом, применял в работе передовую практику, добивался высоких результатов в животноводстве. Достиг высоких результатов в период одиннадцатой пятилетки — план одиннадцатой пятилетки Алисафа Ягубов выполнил за 3 года, в 1985 году чабан от каждой овцы настриг 5,3 килограмма шерсти, от 100 овцематок получил 151 ягненка.
Указом Президиума Верховного Совета СССР от 7 июля 1986 года за выдающиеся производственные достижения, проявленный трудовой героизм в выполнении планов одиннадцатой пятилетки и социалистических обязательств по увеличению производства высококачественной продукции животноводства Ягубову Алисафе Алигейдар оглы присвоено звание Героя Социалистического Труда с вручением ордена Ленина и золотой медали «Серп и Молот».
До выхода на пенсию заведующий отделом фермерского хозяйства Хызинского района. После выхода на пенсию, в личном хозяйстве содержал 600 овец, сажал пшеницу и ячмень на территории, размером в 100 гектаров, выделенной после упразднения бывшего совхоза.
Распоряжением Президента Азербайджанской Республики от 12 июня 2002 года, за большие заслуги в области науки и образования, культуры и искусства, экономики и государственного управления Азербайджана, Ягубову Алисафе Алигейдар оглы предоставлена персональная стипендия Президента Азербайджанской Республики.
Член КПСС с 1966 года.
Активно участвовал в общественно-политической жизни страны.
Депутат Верховного Совета Азербайджанской ССР 9-го, 10-го и 11-го созывов.
Член комиссии по торговле и бытовому обслуживанию населения Верховного Совета Азербайджанской ССР 9 созыва. Член комиссии по промышленности Верховного Совета Азербайджанской ССР 11 созыва.
Делегат XIX всесоюзной конференции КПСС и XXX съезда КП Азербайджана.
Умер 24 мая 2016 года в родном селе.